# 前村
前村是浙江省湖州市吳興區八裡店鎮下辖的一个行政村，位於湖州東部新區八裡店區域腹地，是東部新區商住平臺規劃內的一個村莊，南臨黃金航道長湖申線，318國道、吳興大道穿村而過，交通便利。全村共有村民小組19個，總戶數1015戶，總人口2652人，耕地面積2897畝。2007年，全村集體經濟可支配收入215.342萬元，人均達到812元，村民人均純收入10087元，比2006年增長1188元。

## 外部連結
- 吳興區八裡店鎮前村[永久]